# Vilaglin
Vilaglin (en francès Villegly) és un municipi de França de la regió d'Occitània, al departament de l'Aude.